# Шлях до рабства
«The Road to Serfdom» (укр. Шлях до рабства або Шлях до кріпацтва) — книга австро-британського автора, представника Австрійської школи економіки Фрідріха фон Гаєка, вийшла у світ 18 вересня 1944 р. Книга справила істотний вплив на погляди Маргарет Тетчер і принципи тетчеризму та Рональда Рейгана і принципи рейганоміки. «Шлях до рабства» є одним із найвпливовіших та найпопулярніших видань, присвячених класичному лібералізму та лібертаріаніству.

## Ідея книжки
Показана Гаєком ідея полягає в тому, що всі форми колективізму через свою логіку неодмінно призводять до встановлення тиранії. Він використав Радянський Союз та нацистську Німеччину як приклад країн, що пройшли повний «шлях до рабства», що призвело до встановлення диктатури.
Гаєк вважав, що в економічній системі з централізованим плануванням, розподіл та розміщення ресурсів та товарів знаходитиметься в руках порівняно малої групи людей, яка не здатна ефективно обробляти інформацію, необхідну для адекватного розподілу ресурсів та товарів що знаходяться в розпорядженні керівників. Неузгодженість стосовно практичної реалізації будь-якого економічного плану разом з неадекватним керуванням ресурсами центральними планувальниками неодмінно потребуватиме примусу для досягнення бодай якихось цілей. Недієздатність центральних планувальників сприйматиметься як брак необхідних повноважень державою для реалізації начебто гарного задуму. Таке сприйняття призводить до того, що люди голосуватимуть за надання більшої влади державі, та сприятиме зростанню авторитету «сильної руки», керівника, який «здатен робити справи». Після такого розвитку подій країна сповзе в тоталітаризм. Гаєк вважав, що «шлях до рабства» починається з централізованого планування економікою, що пригнічує вільний ринок та завершується зникненням економічних та особистих свобод людини.
Принципово Гаєк не був проти державного втручання в економіку, але вважав, що мають інсувати певні принципи, які б відокремлювали законне втручання від незаконного. Він боявся, що його ідея може сприйматися не повністю: бізнесмен, який бажає, аби «держава злізла з його спини» не може, наприклад, вимагати протекціонізму від іноземної конкуренції.
Гаєк вважав, що такі країни, як Радянський Союз та нацистська Німеччина вже завершили свій «шлях до рабства», і що різні демократичні країни йдуть тим самим шляхом. В «Шляху до Рабства» він написав: «Принцип „мета виправдовує засоби“ в індивідуалістичній етиці тлумачиться як заперечення будь-якої моралі. В колективістській етиці він є обов'язково необхідним правилом».

## Історія

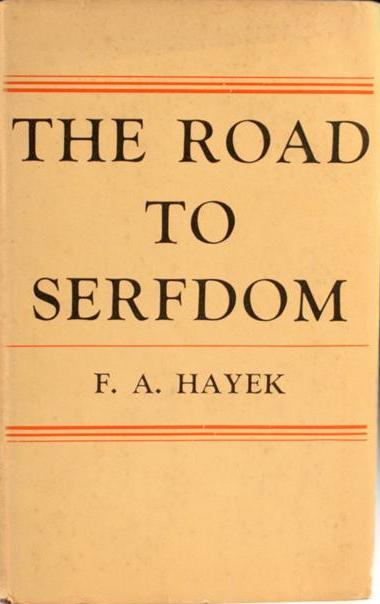
Обкладинка першого видання книги

«Шлях до рабства» виходила в декількох редакціях. Вперше книжка вийшла у світ 18 вересня 1944 року, друге видання 1956 року мало передмову від Гаєка, в редакції 1976 року було додано вступ, а 1994 року вийшло 50-те ювілейне видання з передмовою Мілтона Фрідмана. У 2007 році «University of Chicago Press» випустила нове видання книжки.

Обкладинка «The Road To Serfdom»

Книжку було надруковано видавництвом «Routledge Press» в березні 1944 року у Великій Британії, а потім «University of Chicago Press» у вересні 1944 року. Макс Істмен написав стислий варіант книжки, який було надруковано як головну статтю в «Reader's Digest», який вийшов загальним накладом в кілька мільйонів примірників. Цей варіант тексту було надруковано у підбірці «Книжка Місяця», загальним накладом 600 000 копій. В лютому 1945 було надруковано ілюстровану версію книжки в журналі «Look», яку згодом було перетворено на памфлет, який поширювала компанія «General Motors». Книжку було перекладено більш ніж 20 мовами. Взагалі, було продано більше 2 мільйонів екземплярів книги.
В червні 2010 року американський телеведучий Глен Бек присвятив передачу обговоренню «Шляху до рабства», він та гості передачі закликали глядачів обов'язково прочитати книжку. На передачі були присутні, зокрема, Том Вудс та Юрій Мальцев. Протягом наступної доби «Шлях до рабства» опинилась на першому місці списків бестселерів Amazon.com та Barnes & Noble, де вона протрималась протягом тижня.

## Зміст

### Розділ 1. Забутий шлях
Чому після тривалого прогресу наша цивілізація зійшла з цього шляху? Тоталітарні режими у Німеччині, Італії та Росії — наслідок реалізації спільних з нашими думок. Ми поступово рухалися до соціалізму, хоча деякі мислителі попереджали про небезпеку цього шляху. Рух до соціалізму — це розрив з процесом розвитку західної цивілізації. Ми відмовляємося від філософських здобутків минулого. Ми руйнуємо цивілізацію, яка будувалася з часів Відродження. 
головні риси індивідуалізму, який виріс із християнства та класичної античної філософії, уперше були розроблені в епоху Відродження і відтоді виросли і розширилися в західну європейську цивілізацію з її повагою до особистості як такої, що означає визнання для кожної особи верховенства її поглядів і смаків. (С. 25)

Прапор Венеційської республіки

Велику роль у розвитку європейської цивілізації відіграли торгові міста Північної Італії. 
Переконливі аргументи на користь економічної свободи виникли як результат вільного розвитку економічної діяльності — назапланованого й неочікуваного побічного продукту політичної свободи. (С. 26)
Саме індивідуалізм став силою, яка створила нашу цивілізацію.
Скрізь, де зникали бар'єри на шляху вільного використання їхньої винахідливості, люди швидко одержували можливість задовольнити свої потреби, кількість яких постійно зростала. (С. 27)
На початку XX ст. було досягнуто такого рівня матеріального добробуту, безпеки й особистої незалежності, який сто років тому вважався майже неможливим.
Фундаментальним приципом успіху цивілізації стала орієнтація на спонтанні сили, а не на насильство. Але наш подальший прогрес залежав від розуміння тих сил, які привели нас до успху. Внаслідок бажання ще більших і швидших соціальних досягнень, лібералізм почали сприймати у негативному світлі, а прогрес перестав сприйматися як результат політики свободи. Наприкінці XIX ст. довіра до основних принципів лібералізму почала стрімко падати. Почався пошук нових шляхів, ідей глибинної перебудови суспільства. Було втрачено зв'язок між розумінням того, як працює суспільство з досягнутими результатами. В результаті ледь помітних кроків, відбулися принципові зміни у світогляді, було забуто традицію індивідуалізму, з якої виросла західна цивілізація. Посилився інтелектуальний вплив німецьких мислителів, засвоювалася теорія та практика німецького соціалізму.

### Розділ 2. Велика утопія

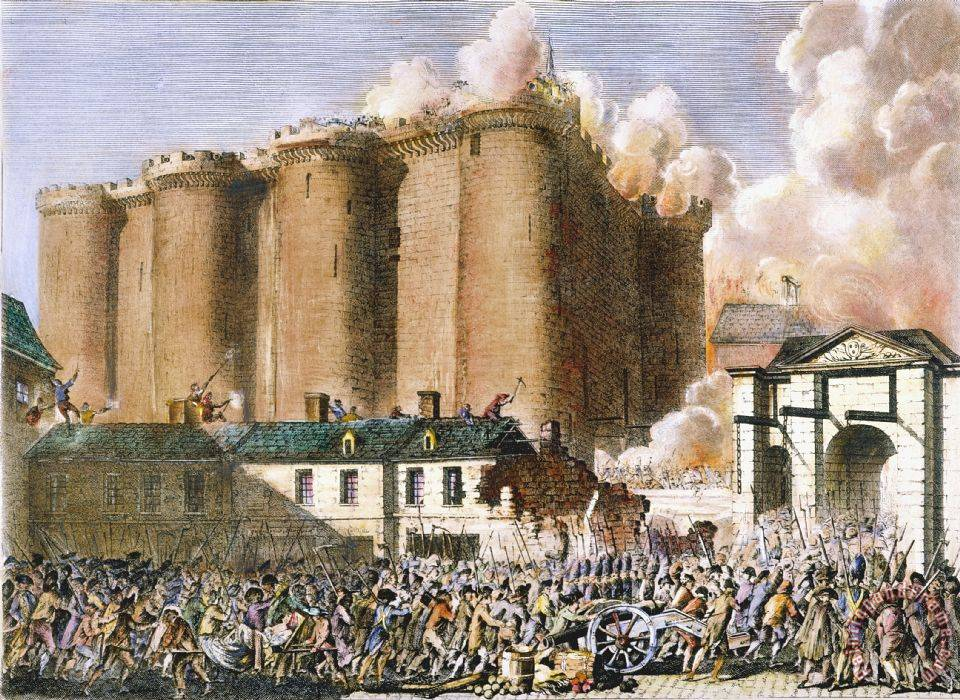
Французька революція, 1789 рік, картина

Гаєк стверджує, що соціалізм замінив лібералізм внаслідок того, що людей переконали у позитивних наслідках соціалізму. Соціалізм, який виник як реакція на лібералізм Французької революції, і який розглядався як смертельна загроза свободі, перетворився на ідеологію «нової свободи», хоча спочатку він був відверто авторитарним. 
Французькі автори, які заклали фундамент сучасного соціалізму, не піддавали сумніву, що їхні ідеї можна втілити в життя тільки силами потужної диктатури. … Свободу думки вони вважали головним злом суспільства XIX століття. (С. 32)
Але соціалісти підмінили ідею свободи, бо для них свобода — звільнення від «деспотизму фізичних потреб» та послаблення «кайданів економічної системи». Насправді, «нова свобода» — це лише стара вимога рівного розподілу багатства. Обіцянка свободи спрацювала для більшості, й деякі ліберали обрали шлях соціалізму як продовження ліберальної традиції. Саме ідея свободи, яка почала експлуатуватися соціалістами, не дозволила побачити їм фундаментальні розбіжності між лібералізмом та соціалізмом.

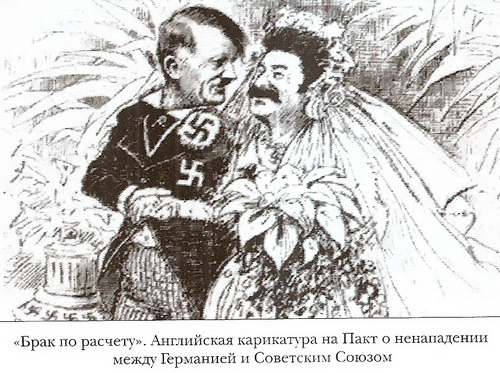
«Шлюб за розрахунком». Англійська карикатура на Пакт про ненапад між Німеччиною та СРСР

Реальність першої половини XX ст. показала разючу схожість між комунізмом і фашизмом, що примусило замислитися про те, чи не є вони продуктом однакових ідей.
Гаєк цитує журналіста, особистого друга Леніна — Макса Істмена, який симпатизував соціалістичному експерименту в Росії, але згодом змушений був визнати: «... замість того, щоб бути краще, сталінізм виявився гіршим за фашизм, жорстокішим, більш варварським, несправедливим, аморальним, антидемократичним, його неможливо виправдати жодною надією чи каяттям ... точніше визначити як суперфашизм. ... сталінізм — це соціалізм у тому розумінні, що це неминуче, хоч і непередбучуване політичне доповнення до націоналізації та колективізації, на які він спирається у справі створення безкласового суспільства.»

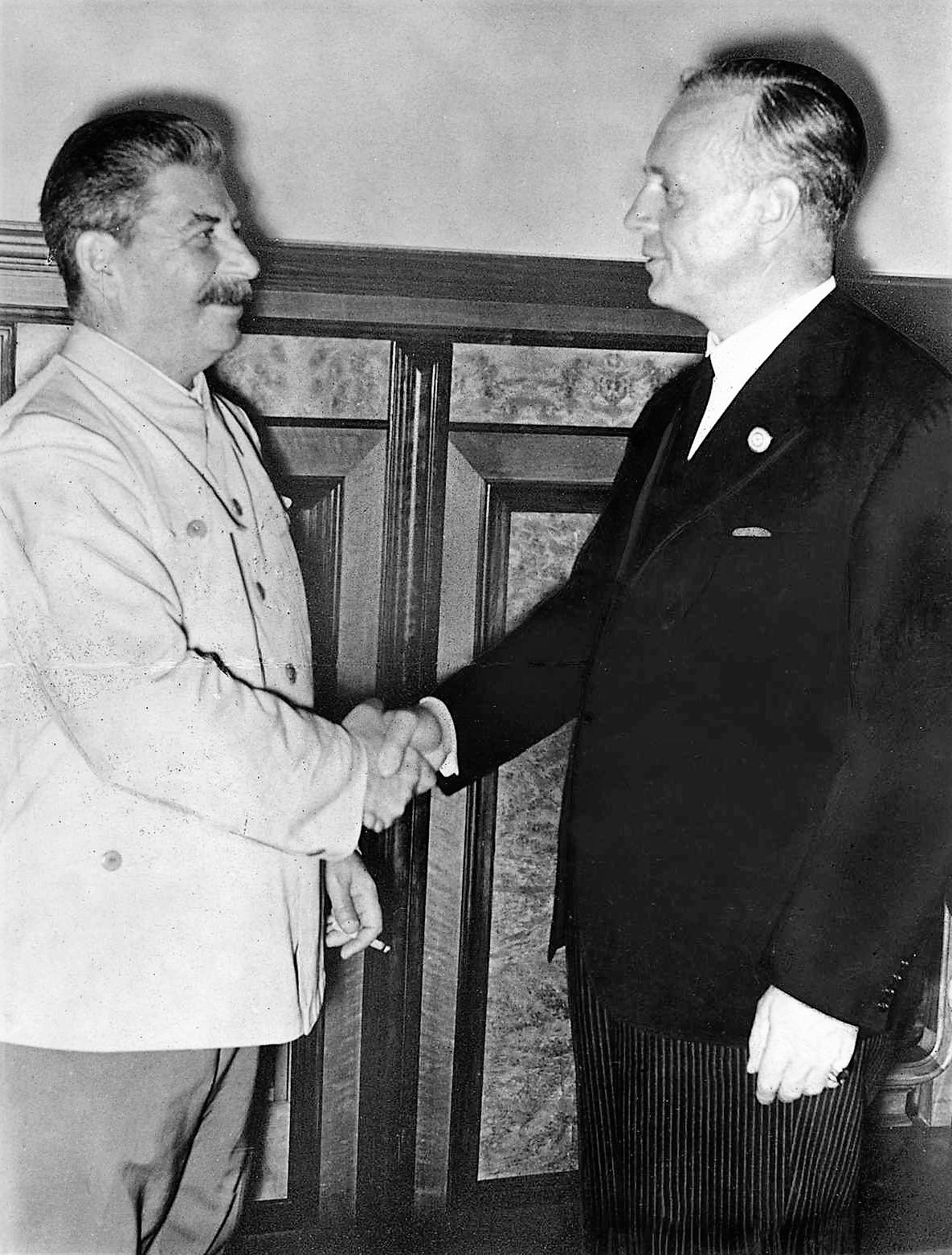
Москва, 1939. Сталін і Ріббентроп у Кремлі

Гаєк цитує британського письменника Фредеріка Фойта, який багато років працював закордонним кореспондентом й був очевидцем подій у Європі тієї доби: «Марксизм призвів до фашизму і націонал-соціалізму, тому що, по суті, він і є фашизмом і націонал-соціалізмом.»
Гаєк цитує американського журналіста Волтера Ліппманна:«…наше покоління тепер на власному досвіді дізнається про наслідки нехтування людьми свободою заради насильницької організації своїх справ. І хоч вони обіцяють собі заможніше життя, на практиці виявляється, що вони змушені від нього відмовитись. У міру посилення організованого управління багатство цілей має поступитися одноманітності. Така ціна планового суспільства та авторитарної організації людської діяльності.»
Гаєк цитує Пітера Друкера: «Повний колапс віри в можливість досягти свободи і рівності за Марксом змусив Росію обрати такий самий шлях до тоталітарного, антиекономічного суспільства тотальної заборони, несвободи і нерівності, яким прямувала Німеччина. І річ не в тому, що комунізм і фашизм — це, по суті, те саме. Фашизм —  це стадія, яка настає тоді, коли комунізм довів свою примарність, як це сталося в сталінській Росії та в догітлерівській Німеччині.»

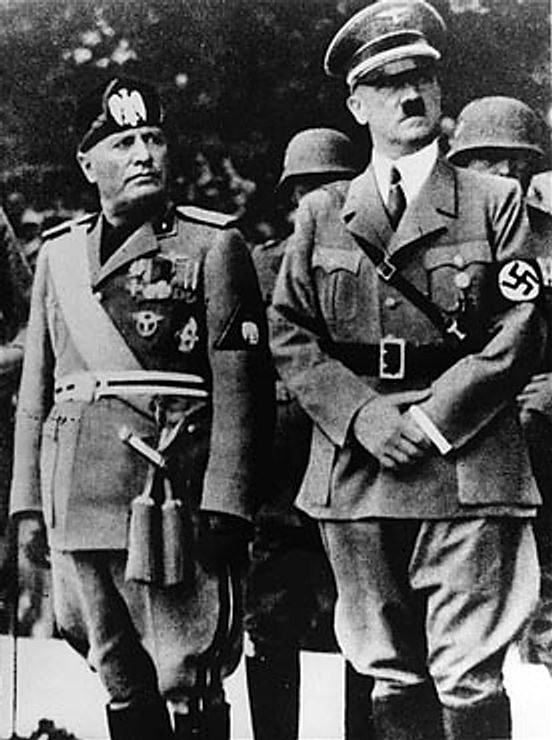
Муссоліні та Гітлер разом під час офіційного візиту Муссоліні до Мюнхена, 1937

Гаєк зазначає, що лідери Італії та Німеччини часто починали як соціалісти, а закінчували фашисти та нацисти. Комуністи і фашисти (нацисти) частіше вступали у сутички між собою, ніж іншими партіями.
Для безпосередніх спостерігачів усе більш очевидною ставала однакова природа соціалізму і фашизму. При цьому реалізація соціалістичної програми означає знищення свободи. Але очевидні протиріччя між соціалізмом і свободою не перешкоджають соціалістам сповідувати ідеали свободи.   Поки всі зв’язки між фактами не буде виявлено максимально чітко, більшість людей не повірить у те, що демократичний соціалізм, ця велика утопія останніх кількох поколінь, недосяжний, а прагнення його породжує дещо настільки відмінне, що більшість його прихильників не будуть готові прийняти наслідки. (С. 32)

### Розділ 3. Індивідуалізм і колективізм
Фрідріх Гаєк акцентує увагу на основному протиріччі терміну «соціалізм». Більшість бачить лише кінцеві цілі соціалізму — соціальна справедливість, рівність, захищеність. Але основними методами, якими ці цілі можливо досягти — є ліквідація підприємництва, ліквідація приватної власності на засоби виробництва, «планова економіка».  І це протиріччя залишається актуальним і сьогодні. 
Варто пам’ятати, що соціалізм — це найвпливовіша форма колективізму або «планування», через яку люди ліберальних поглядів знову підкорилися режиму економічного життя, який попередньо відкинули, бо, за словами Адама Сміта, він ставить уряди в ситуацію, коли, «щоб утриматися, вони змушені вдаватися до деспотизму і тиранії». (С. 39)

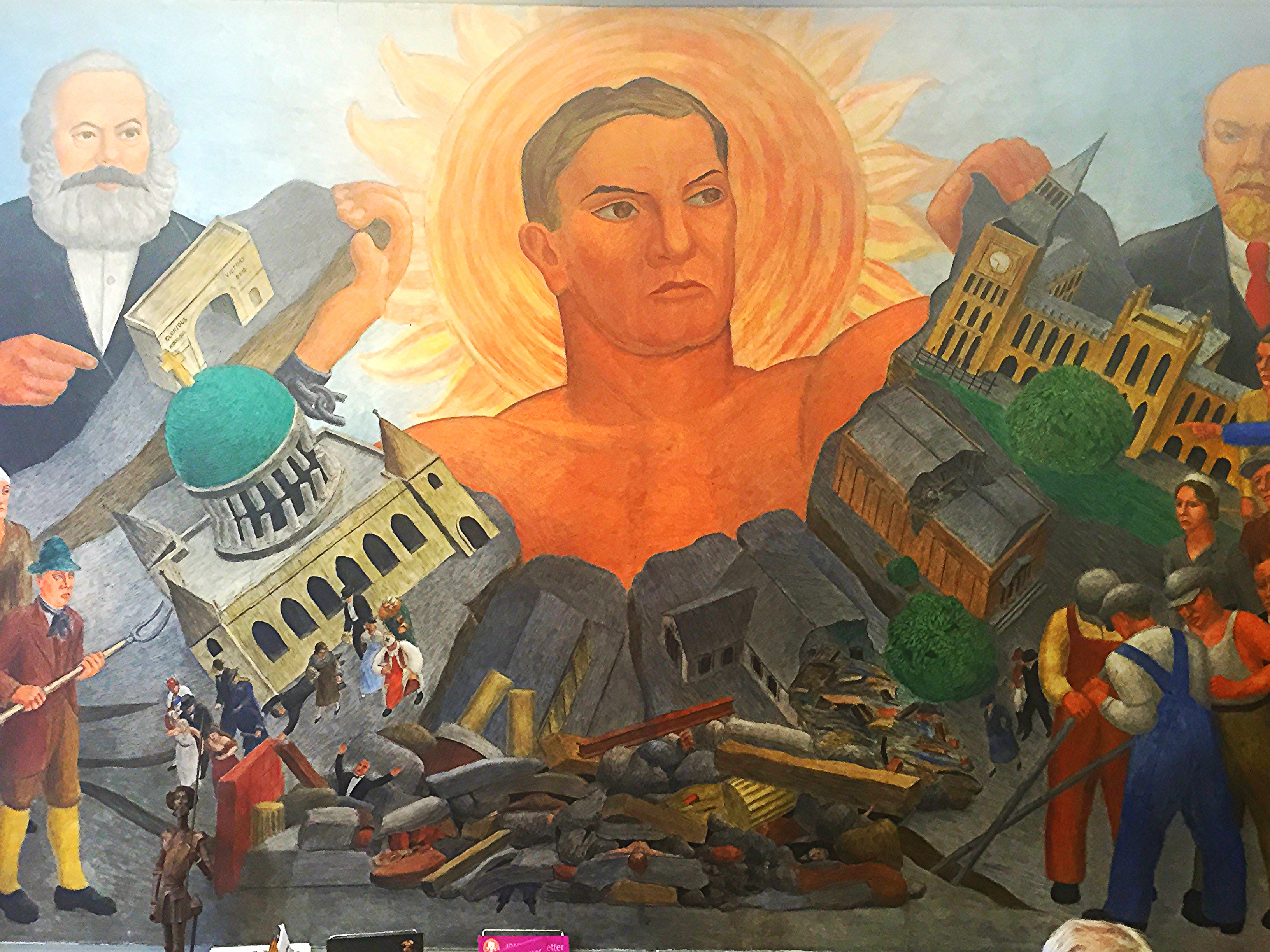
Мурал Джека Гастінгса, присвячений соціалістичному визволенню.

Особливу увагу автор приділяє «економічному плануванню», доводячи, що його можна використовувати для принципово різних цілей. Питання полягає в тому, що краще:
- щоб суб'єкт, який має владу здійснювати примус, лише забезпечував загальні умови, за яких кожен отримує змогу як найкраще планувати свою діяльність, спираючись на власні знання й ініціативу;
- або ж раціональне використання наших ресурсів потребує централізованого управління та організації всієї нашої діяльності відповідно до свідомо створеного «проекту».

При цьому соціалісти прихильні саме до другого варіанту.
Але «... важливо не плутати опозицію до згаданого типу планування з догматичним ставленням до принципу laisser-faire» (С. 41). Ліберали переконані, що «... ефективна конкуренція там, де її вдається створити, — це найкращий спосіб організації зусиль індивідів» (С. 41). Гаєк аналізує конкуренцію на принципах соціальної організації. Наголошуючи, що існують різні ситуації:
- примус усунено повністю, цілковита свобода учасників ринку;
- обмеження дозволених методів виробництва, але це стосується абсолютно всіх виробників. Наприклад, вимога вживати заходи безпеки, чи заборона використання певних отруйних речовин — є сумісним зі збереженням конкуренції;
- також існують сфери де неможливо узалежнити якість послуг від ціни і відповідно конкуренція не буде працювати (будівництво доріг, природоохоронні заходи тощо). Але і в такому випадку конкуренція може працювати.

Гаєк вказує, що «насправді об'єднує соціалістів лівого і правого напрямку, то це спільна ненависть до конкуренції і бажання замінити її на командну економіку» (С. 44) і принципово «... наша критика спрямована тільки на планування, яке слугує для подолання конкуренції, планування, яке має замінити конкуренцію.» (С. 46)

### Розділ 4. «Приреченість» на планування
Більшість стверджує, що центральне планування не є бажаним, воно є вимушеним «за відсутності вибору і під тиском обставин».
«Тенденція до монополій і планування завдячує своїм існуванням не «об’єктивним фактам» поза нашим контролем, а є результатом поглядів, поширюваних і пропагованих упродовж півстоліття, доки вони не стали домінувати в нашій політиці» (С. 47)
Гаєк розвінчує основний аргумент невідворотності планування, який полягає в тому, що «технологічний прогрес сприяє усуненню конкуренції в дедалі більшій кількості сфер діяльності, а отже … залишається тільки обирати між контролем виробництва приватних монополій та керуванням на рівні уряду» (С. 47).
Підтверджуючи хибність тези «невідворотності планування» Гаєк  приводить висновок звіту Тимчасового національного комітету з економічних питань [Final Report and Recommendations of the Temporary National Economic Committee, 77th Congress, 1st Session, Senate Document, No.35, 1941] «про майже повну відсутність доказів того, що причина зникнення конкуренції — більша ефективність масового виробництва». (С. 48) 

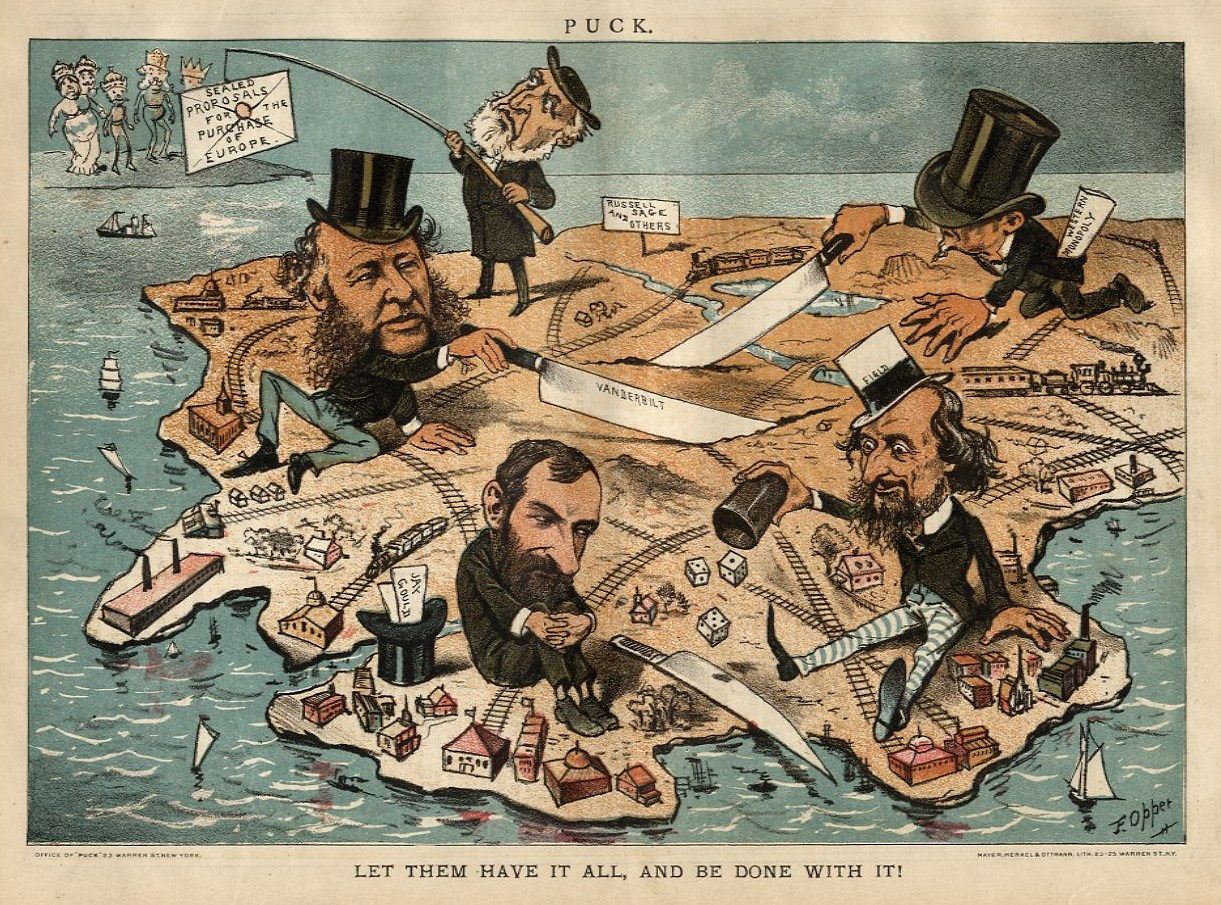
Мільйонери-монополісти ділять країну.

Крім того цей висновок підтверджується історичними процесами занепаду конкуренції і зростання монополій в різних європейських країнах. Наводиться приклад Німеччини, де ще наприкінці 19 століття було здійснено «перший масштабний експеримент з «наукового планування» та «свідомої організації промисловості»  (С. 49). Через 50 років в 30-х роках 20 століття Велика Британія також перейшла до «політики тотального протекціонізму»
«…придушення конкуренції було метою свідомої політики в ім’я ідеалу, який ми тепер називаємо “плануванням” ». (С.51)
Гаєк розвінчує ще одне хибне твердження, що 
«наша складна індустріальна цивілізація породжує нові проблеми, ефективно вирішити які без централізованого планування неможливо». (С. 51). «конкуренція … непридатна лише до порівняно простих умов, саме складність системи розподілу праці в сучасних умовах перетворює конкуренцію на єдиний метод адекватного досягнення відповідної координації». (С. 51)
«..коли факторів на які потрібно зважити, так багато, що неможливо осягнути загальну картину, децентралізація стає єдиним виходом»  (с.51). «Децентралізація стає необхідністю тому, що ніхто не здатен свідомо збалансувати всі можливі аспекти, які стосуються рішень багатьох людей, а отже, очевидно, що координація має бути здійснено не через «свідомий контроль», а з використанням механізмів, за яких кожен індивід отримує інформацію, необхідну для ефективного узгодження своїх рішень з рішеннями інших» (С. 52)

«Можна без перебільшення сказати, що, якби для розвитку нашої промисловості нам довелося покладатися на централізоване планування, вона ніколи не стала б такою різноманітною, складною та гнучкою, якою є тепер. … Тому будь-яке подальше ускладнення системи розподілу праці зовсім не перетворює централізоване управління на необхідність, а навпаки змушує нас, як ніколи раніше, покладатися на технології, що не залежать від свідомого управління» (С. 52)
Гаєк розвінчує ще одну теорію «приреченості» на планування, відповідно до якої 
«… неможливо застосовувати більшість можливостей, які надають сучасні технології, без захисту від конкуренції, тобто без створення монополій» (С. 53)

«Безумовно, різні винаходи перетворили людей на потужну силу, але було б абсурдним вважати, що ми маємо використати цю силу для руйнування того найдорожчого, що ми успадкували — свободи. … У сучасному технічному прогресі немає нічого, що штовхало б нас на шлях широкого застосування планування в економіці, проте він несе багато такого, що здатне перетворити владу органу планування на необмежену загрозу».  (С. 54)

### Розділ 5. Планування ідемократія

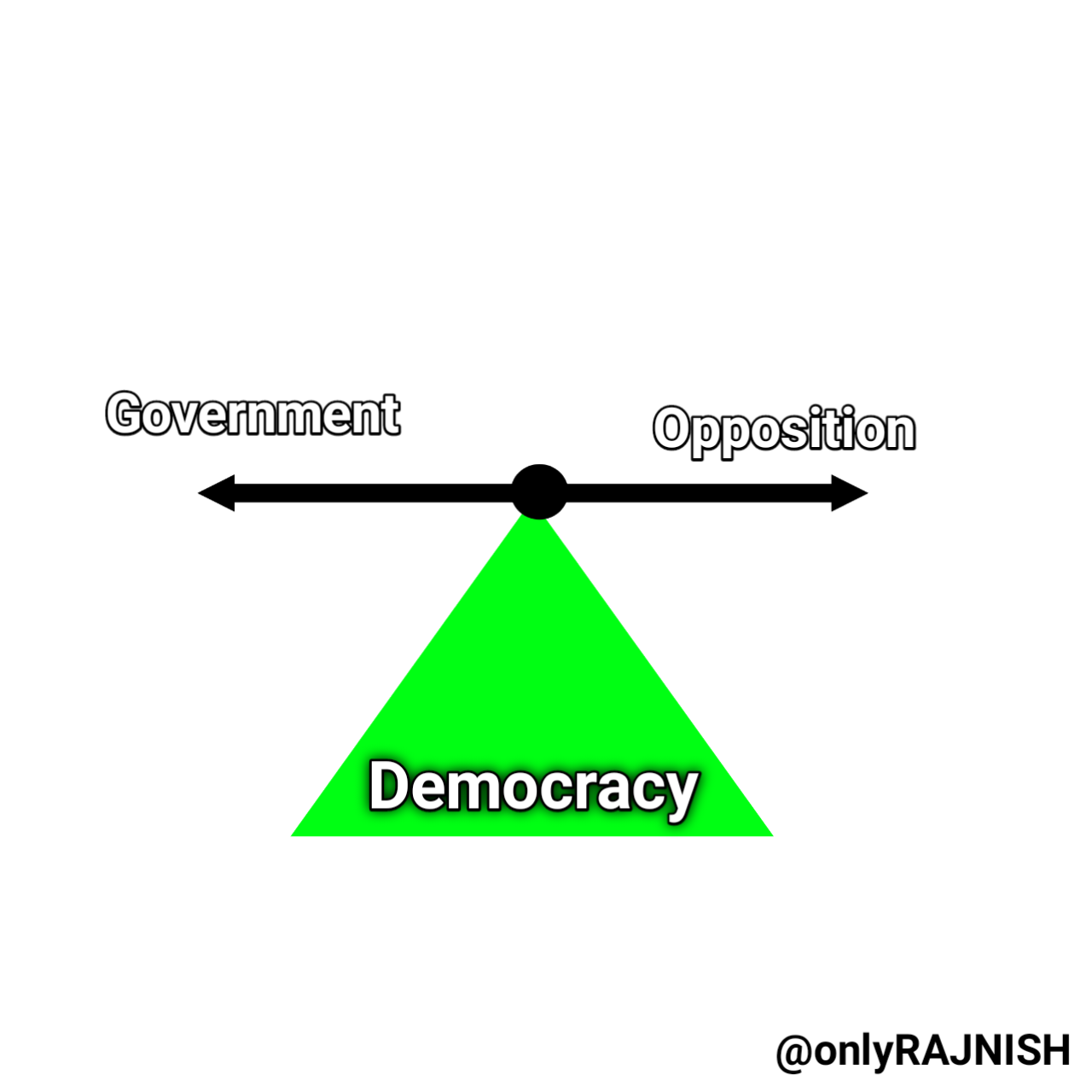
Демократія

Геєк описує спільні риси колективіських систем. Прояснює проблеми конфлікту між індивідуальною свободою та колективізмом. 
«Різні форми колективізму, комунізму, фашизму … відрізняються від лібералізму й індивідуалізму своїм бажанням підпорядкувати все суспільство і його ресурси кінцевій меті та відмовою визнавати існування будь-яких незалежних сфер, у яких цілі індивідуумів мають вищий пріоритет» (С. 57) «Соціальну мету» або «спільне призначення», для досягнення яких має бути організоване суспільство, зазвичай туманно називають «суспільним благом», «загальним добробутом» або «спільним інтересом». Нескладно помітити, що ці терміни не передбачають визначення якогось конкретного напрямку дій» (С. 58)
Розмірковуючи про можливість формування повного етичного кодексу Гаєк вказує, що 
«дотепер розвиток цивілізації супроводжувався неухильним скороченням тієї сфери, де індивідуальні дії обмежені незмінними правилами» (С. 58). 
Спираючись на об’єктивні фактори, автор доводить неможливість створення всеохоплюючої шкали цінностей, адже «людина здатна оцінити лише обмежене поле діяльності й узяти до уваги лише обмежену кількість потреб». На цьому фундаменті базується філософія індивідуалізму… 
«визнання особи верховним суддею у виборі власних цілей, переконання, що діяльність окремої людини, наскільки це можливо, повинні визначати її погляди, і становлять сутність позиції індивідуалістів». (С.59)
«Насправді люди найчастіше погоджуються на спільні дії, саме коли спільна мета для них не кінцева, а слугує для реалізації різноманітних інтересів» (С. 60).
«Уряд може покладатися на добровільну згоду людей лише доти, доки його діяльність обмежується тими царинами, де така згода існує. Уряд придушуватиме особисту свободу, не тільки коли перебиратиме на себе прямий контроль у сферах, де між людьми згоди немає. Неможливо нескінченно розширювати сферу спільних дій, залишаючи людину вільною в особистому просторі». (С. 60)
«Люди можуть погодитися прийняти адміністративну систему керування економікою у випадку, якщо їх переконали, що ця система зробить їх заможними». (с.61)

«Планування передбачає необхідність домовлятися про значно більшу кількість питань, ніж ми звикли це робити. У плановій системі ми не можемо обмежити спільні дії лише тими сферами, де можна досягти згоди; погоджувати доведеться майже все заради власне можливості діяти. Це визначальна особливість планової системи». (С. 61)
Гаєк пояснює причини неефективності парламентарів. Акцентуючи на тому, що 
«заклик до економічної диктатури — це типове явище, що виникає на шляху до планування». (С. 66)
«За демократію доведеться заплатити обмеженням свідомого контролю лише тими сферами, де можлива справжня згода, тоді як поза ними ми змушені покладатися на випадок. Але в суспільстві, функціонування якого забезпечує централізоване планування, управління неможливо узалежнити від існування більшості, здатної досягти згоди». (С. 67)
«Найбільша перевага ліберального світогляду полягає в скороченні переліку питань, що потребують одностайної згоди, лише до тих, з яких згода в суспільстві вільних людей, найімовірніше, вже існує. Тепер часто можна почути, що демократія не сумісна з «капіталізмом». Якщо під «капіталізмом» розуміють систему вільної конкуренції, що ґрунтується на свободі приватної власності, то дуже важливо зрозуміти, що лише за таких умов і можливе існування демократії. Щойно в суспільстві починають домінувати колективістські переконання, саморуйнування демократії не уникнути». (С. 68)

«Упевненість у тому, що влада, яку отримано за демократичною процедурою, не здатна до зловживань, ніяк не обгрунтована. Так само помилкове й протилежне твердження. Зовсім не джерело, а лише обмеження влади надійно утримує її від свавілля. Демократичний контроль може завадити владі стати диктатурою, але просто існування демократії для цього замало. Якщо демократія зосереджується на завданнях, що потребують застосування не обмеженої чітко визначеними правилами влади, вона обов’язково стає диктатурою». (С. 69)

### Розділ 6. План іверховенство права
Гаэк проаналізував відмінності між системою зі стабільними законами та системою централізованого управління економікою. Проаналізував систему економічного планування колективістського типу
«Ніщо так не вияскравлює відмінностей умов життя у вільних країнах від умов у країнах, що перебувають під владою авторитарних урядів, як дотримання головного з ключових принципів, відомого як верховенство права» (С. 70). «…повноваження, залишені органам виконавчої влади, що мають право застосовувати примус, повинні бути максимально обмежені» (С. 70). «…за умов верховенства права уряд не може звести нанівець зусилля людей, діючи як йому заманеться. У межах відомих правил гри людина вільна у своїх діях і бажаннях і мусить бути переконана в тому, що уряд не буде свідомо використовувати владу, щоб зруйнувати її зусилля». (С. 71)

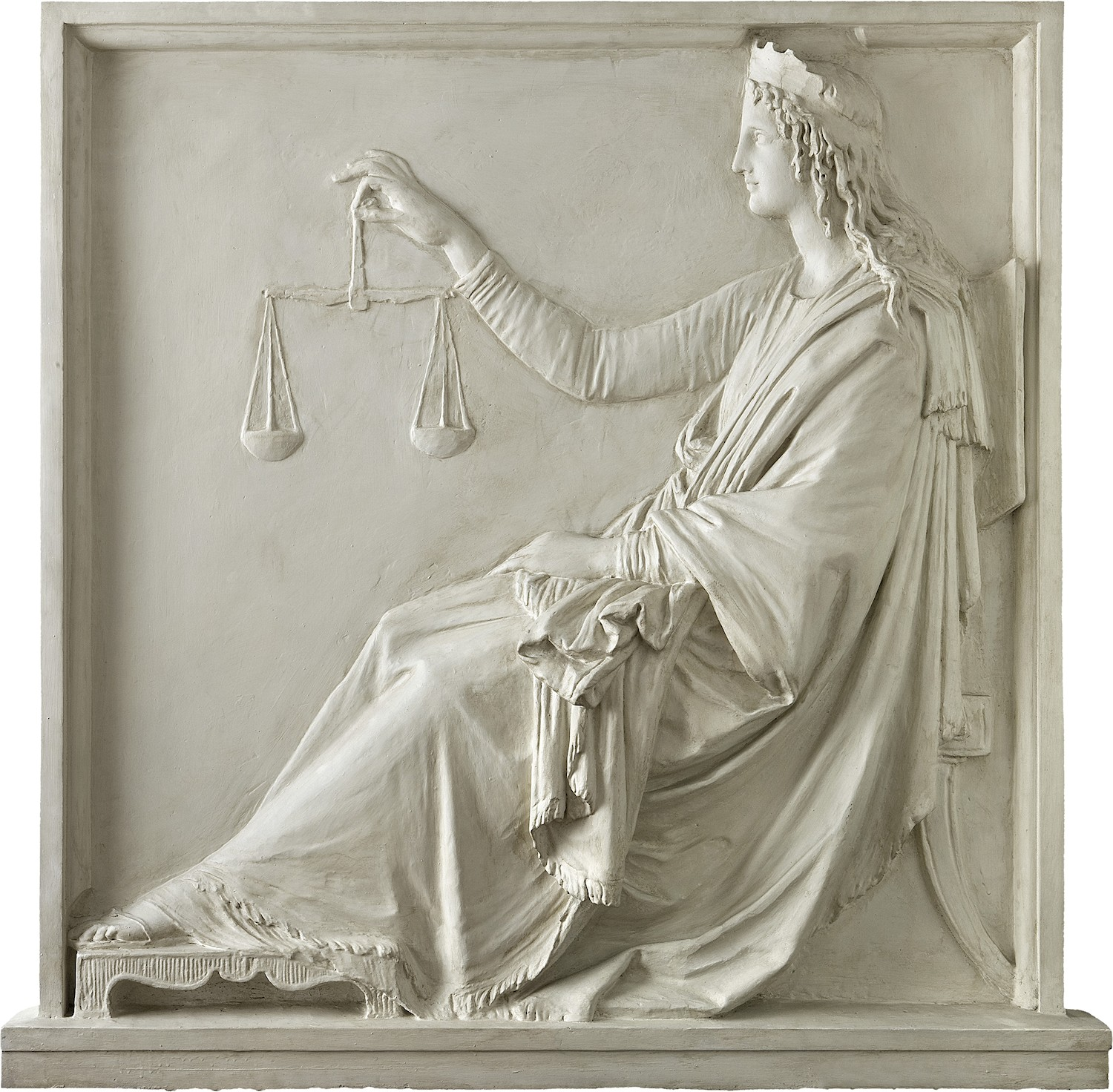

Пояснює відмінності між формальним правом «юстицією» та постановами на прикладі різниці між « правилами дорожнього руху й наказами…куди їхати» (С.72). Гаєк окреслює чіткі характеристики різниці «між створенням стабільної системи законів» та «системою централізованого управління економікою» і вказує на фундаментальну відмінність «між верховенством права й авторитарним правлінням». «У першому випадку уряд обмежується лише встановленням правил, які визначають умови використання наявних ресурсів, залишаючи людям вирішувати, з якою метою їх використовувати. У другому — уряд керує використанням ресурсів та визначає конкретні цілі виробництва». (С. 71)
«У наш час з його жагою до встановлення свідомого тотального контролю здається парадоксальним твердження про перевагу системи, у якій ми знатимемо про конкретні наслідки дій, до яких вдається держава, менше ніж за більшості інших систем, а також визнання цінності методу соціального контролю на тій підставі, що нам нічого не відомо про точні наслідки його застосування» (С. 72)
Гаєк розвінчує парадокс про переваги системи в якій ми знатимемо про наслідки дій держави над більшістю інших систем  
«Держава має обмежитися розробкою правил, які стосуються загальних ситуацій, та надати індивідуумам свободу в усьому, що залежить від обставин часу й місця, адже тільки вони в кожній ситуації можуть знати ці обставини та діяти відповідно до них». (С. 73) «… що більше «планує» держава, то складніше стає планувати людині». (С. 73)
«Якщо держава в усіх деталях передбачає результати своїх дій, це означає, що всіх, кого ці дії охоплюють, вона позбавляє права вибору. Там, де держава здатна точно спрогнозувати наслідки для різних людей від альтернативних варіантів дії, саме вона обирає між різними цілями». (С. 73)
«Загальні правила або справжні закони, на відміну від наказів, мають бути сформульовані так, щоб працювати в умовах, які неможливо передбачити в усіх подробицях, а наслідки їхньої дії для конкретних людей або щодо конкретних цілей не можна знати наперед». (С. 73)
«Держава перестає бути утилітарним механізмом, покликаним допомагати людям якнайповніше розвинути свої якості, та перетворюється на «моральний» інститут — не в тому розумінні, що він протилежний чомусь аморальному, а в тому, що цей інститут змушує членів суспільства дотримуватися його поглядів на питання моралі (і байдуже, які ці погляди насправді, — доброчесні чи вкрай аморальні). Із цього погляду нацистська чи будь-яка інша колективістська держава — «моральна», тоді як ліберальна — ні». (С. 74)

«Не залишається сумнівів у тому, що планування обов’язково призводить до свідомої дискримінації окремих потреб різних людей і, навпаки, дає змогу деяким людям робити те, що іншим заборонено». (С. 75)

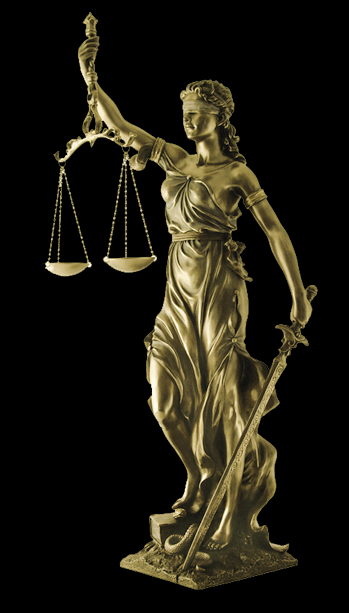

Гаєк приходить до висновку, що «… формальна рівність перед законом несумісна і перебуває в конфлікті з будь-якою політикою уряду, що має на меті матеріальну чи реальну рівність, а будь-яка політика, яка прагне досягти ідеалу справедливого розподілу, неминуче призводить до руйнування системи верховенства права» (С. 75), що на перший погляд є парадоксальним. Доводить, що соціалісти і нацисти завжди підтримували рухи, що підривали верховенство права.

«Так верховенство права накладає певні обмеження на характер законодавства. Допускається існування загальних правил, відомих як формальне право, та виключені закони, які або безпосередньо спрямовані на певних людей, або дозволяють комусь використовувати державний апарат насильства з метою дискримінації. Це означає, що закони регулюють аж ніяк не все, а навпаки, держава може застосовувати примус лише в наперед визначених законом ситуаціях і лише в спосіб, який дає змогу передбачити, як саме його буде застосовано»  (С. 79)
В багатьох країнах принцип верховенства права є конституційно закріпленим або ж традиційно дотримується в суспільстві. На прикладі країн Центральної Європи Гаєк показує як за допомогою важелів економічної політики та дотримуючись діючого законодавства можливо проводити політику дискримінації.
«Досвід різних країн Центральної Європи переконливо продемонстрував, як навіть формальне визнання прав особистості або рівності прав меншин втрачають будь-яке значення в державах, які ступили на шлях повного контролю економічного життя» (С. 81)

«Майже необмежені можливості для політики дискримінації і гноблення відкривало застосування такого, на перший погляд, безневинного принципу, як «урядовий контроль за розвитком промисловості» (С. 81). 

### Розділ 7. Економічний контроль і тоталітаризм
Гаєк пояснює чому більшість прихильників планування вважають, що економікою можна управляти лиш «більш-менш по-диктаторськи». При цьому прихильники такого планування запевняють, що демократичні принципи існуватимуть і надалі, але закликають до економічної диктатури.
«…упевненість, яка бере свій початок у вірі в те, що влада над економікою — це влада суто над речами другорядними, і призводить до того, що люди легко ставляться до загроз свободі у сфері економічної діяльності…» (С.83)

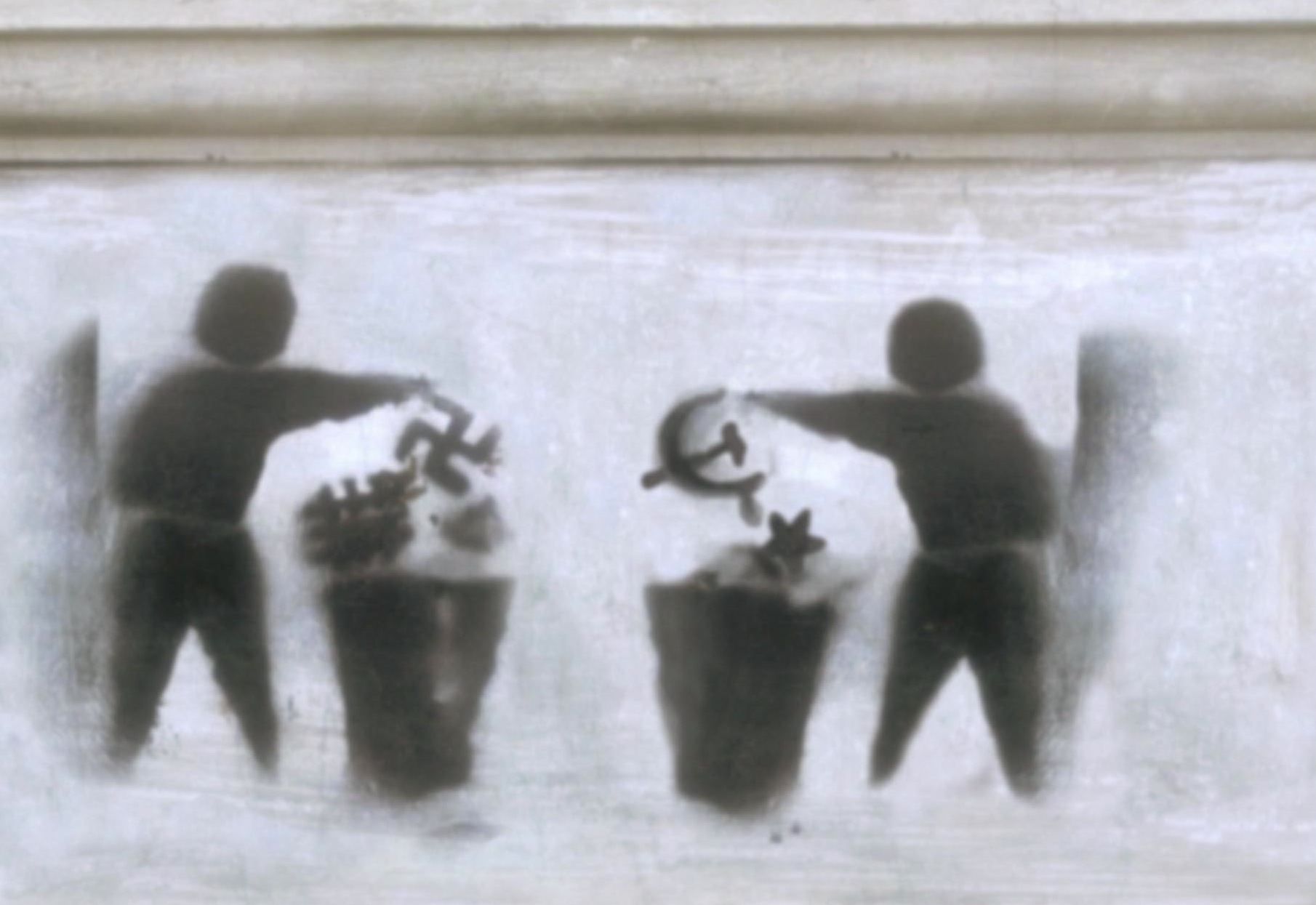
Тоталітаризм

Гаєк доводить, що наші економічні питання не відокремлені від інших життєвих цілей. Ми прагнемо грошей, бо вони « відкривають нам широкий вибір плодів наших зусиль».  
«Ми краще зрозуміємо важливість грошей, коли уявимо, що станеться, якщо, як пропонують численні соціалісти, «грошову мотивацію» замінити на «неекономічні стимули». Якщо замість грошової винагороди нам пропонуватимуть публічне визнання або привілеї, владу над іншими людьми, краще житло чи якісніше харчування, можливості для подорожей чи освіти, це означатиме, що нас позбавляють вибору, а той, хто буде вирішувати, визначатиме не тільки розмір винагороди, а й форму, у якій її доведеться отримувати»  (С.83)
Гаєк пояснює, що не існує окремої економічної мотивації, а економічні збитки «… позбавлятимуть лиш того, що ми вважаємо найменш важливим з усіх потреб» і саме тому більшість вважає, що економічне планування впливає лиш на економічні інтереси і не здатне зашкодити чи обмежити наші фундаментальні життєві принципи.
«Влада, яка керуватиме всією економічною діяльністю, контролюватиме не тільки частину нашого життя, пов’язану з менш важливими речами. Контролю підлягатиме розподіл обмежених ресурсів, необхідних для досягнення всіх наших цілей»(С.85).
«Економічний контроль — це не просто контроль, що поширюється лише на певний сегмент людського життя, який можна відокремити від інших. Це контроль за засобами досягнення всіх наших цілей»(С.85).

«Централізоване планування означає, що економічні проблеми вирішує суспільство, а не індивідуум; отож саме суспільство, а точніше його представники, визначатимуть відносну цінність тих чи інших цілей».(С.85).
Гаєк пояснює, що в плановому суспільстві основним джерелом влади є контроль за сферою виробництва. Внаслідок управління виробництвом та контроль за цінами державні органи планування отримують необмежену владу. Відповідно влада визначатиме наше життя і як споживачів і як товаровиробників. Гаєк описує якою стане держава, коли планувальні органи регулюватимуть також ринок праці, через планування вибору професії, працевлаштування.
«Хоча метою планування проголошено звільнення людей від того, щоб бути просто засобами виробництва, насправді в умовах планування, яке не здатне врахувати індивідуальних симпатій та антипатій, людина більш ніж коли-небудь раніше залишатиметься інструментом, який влада використовуватиме для досягнення таких абстрактних цілей, як «соціальний добробут» чи «суспільне благо»» (С.89).
Гаєк доводить, що в розумінні понять «свобода вибору», «конкуренція»  існує плутанина. Крім того, люди часто хочуть звільнитися від болісного вибору, важких рішень. Але в той же час, вони не хочуть, щоб цей вибір робили за них, їм хочеться «щоб зникла необхідність вибору». Аналізуючи тоталітарні держави він робить висновок, що до сфери планування вносять майже всі аспекти життя, а соціалістичні заклики до «колективного забезпечення потреб» є прямим шляхом до тоталітаризму.
«Економічна свобода, як необхідна передумова існування будь-якої свободи, не може бути свободою від економіки взагалі, яку нам обіцяють соціалісти і для досягнення якої збираються звільнити людей від необхідності вибирати і права вибору загалом. Економічна свобода має бути свободою будь-якої економічної діяльності, яка разом із правом вибору передбачає відповідні ризики та відповідальність»  (С.92).

### Розділ 8. Хто кого?
Гаєк акцентує увагу на одній з об’єктивних ознак конкуренції - вона «не зважає на особистість»  Відповідно неможливо передбачити з абсолютною точністю - хто виграє, хто програє, це залежить як від майстерності, здатності передбачувати, аналізувати, так і від простого везіння.
«Вибір, який стоїть перед нами, — це вибір не між системою, де кожен отримує те, на що заслуговує, згідно з абсолютним й універсальним стандартом права, та системою, де частку благ, які одержав індивід, почасти визначає випадок або везіння. Насправді ми обираємо між системою, де воля кількох осіб визначає, хто і що отримає, і системою, де розподіл бодай певною мірою зумовлений підприємливістю і здібностями зацікавлених осіб, і частково — обставинами, які неможливо передбачити» (С.93). 
Звичайно в умовах конкуренції шанси на успіх не рівні, хоча б тому, що всі мають різні стартові можливості. Але Гаєк доводить, що людина з низькими доходами в конкурентному суспільстві має більше свободи, ніж керівник з високою зарплатою в тоталітарному суспільстві.
« …влада, надана державі, та водночас вимога, щоб вона використовувала її для «планування», насправді означатимуть, що держава повністю усвідомлюватиме всі можливі наслідки своїх дій» (С.94).
«Це принципово нова влада, яка створена заново і якої ніхто в конкурентному суспільстві не має»  (С.95).

«Щойно всі засоби виробництва будуть зосереджені в одних руках — чи то в руках диктатора, чи в руках представників «усього суспільства», — ми побачимо необмежену владу над собою»  (С.95).
Гаєк аналізує причини чому практично неможливо спланувати розподіл доходів відповідно до внеску в національний дохід, але ж і залишити цей розподіл ринковим силам «планувальники» не можуть і не хочуть. Відповідно їх втручання у вільне функціонування ринку поступово розширює сфери їх контроль, допоки він не стає всеохопним.
«У плановому суспільстві ми всі мусимо знати, що ми кращі або гірші за інших не через випадковий збіг обставин, який неможливо точно передбачити, а тому що існує відповідне рішення керівництва»(С.97).

«Нічне жахіття англійських політичних мислителів XIX століття — держава, у якій «шлях до успіху та шани пролягатиме лише через уряд» — буде втілено в життя так повно, як вони навіть і не мріяли. Усе це дуже добре відомо в країнах, які відтоді перейшли до тоталітаризму»(С.97).
З посиленням державного планування не залишається жодного соціального та політичного питання в яке б не втрутилася «влада примусу» 
«Щойно держава бере на себе планування всієї економічної діяльності, головним політичним питанням обов’язково стає визначення належного місця для різних груп та окремих осіб» (С.98).
Гаэк справедливо запитує, якими принципами, цінностями повинен керуватися уряд, якщо він таки « взявся керувати економікою»  Він бачить лиш один головний принцип - «…повна і безумовна рівність усіх і в усьому, що підлягає людському контролю». 
«Жоден соціалістичний рух, який закликав до повної рівності, ніколи не здобував такої серйозної підтримки. Те, що обіцяв соціалізм, не було абсолютною рівністю, а лише більш рівним і більш справедливим розподілом. Ідеться не про рівність в абсолютному сенсі цього слова, а про «більшу рівність» — насправді єдину мету соціалістів» (С.99).

«Якщо принцип абсолютної рівності чітко визначає завдання органів планування, то прагнення «більшої рівності» — це радше негативне формулювання, висловлення незадоволення поточним станом речей» (С.99).
Більшості людей досить складно погодитися з тим, що нам бракує моральних принципів, які дали б змогу розв’язати ці питання справедливого чи рівного розподілу, по суті ми не маємо власного уявлення про те, що таке «чесна ціна» чи «справедлива зарплата».
«Те, що ми називаємо чесною ціною та справедливою винагородою, — це або звичні нам ціна і винагорода, на які ми очікуємо, спираючись на попередній досвід, або ціна та винагорода за умови, якби не існувало монопольної експлуатації» (С.100).

Часто люди вважають,що доходи людей однієї професії більш-менш однакові. Але розрив між більш успішними та менш успішними в професії, так само величезний, «як і різниця в доходах тих, у кого є власність, і тих, у кого її немає», при цьому « планування передбачатиме певні спроби стандартизації через запровадження категорій, необхідність дискримінації окремих осіб від цього не зникає і реалізуватиметься або через фіксацію рівня індивідуального доходу, або віднесенням їх до категорії»  (С.101).
Ці проблеми викристалізувалися, коли соціалістичні ідеї почали реалізовуватись на рівні держав, підтримувані більшістю. 
«Соціалісти, як батьки, що породили нащадка з варварськими рисами, за звичкою намагаються вирішити цю проблему через освіту» (С.101). 
Але знання не створюють нових етичних цінностей і навчанням неможливо «змусити людей дотримуватися однакових поглядів на проблеми моралі, які виникають унаслідок свідомого регулювання всіх суспільних відносин». В такому випадку потрібні «не раціональні переконання, а суто сліпа віра».
«…соціалісти скрізь першими визнали, що завдання, які вони перед собою ставлять, потребують єдиного світогляду, дотримання певної системи цінностей. Намагання сформувати масовий рух на основі єдиного спільного світогляду допомогли соціалістам розробити більшість тих інструментів індоктринації, які потім дуже успішно застосовували нацисти й фашисти» (С.102).
В кінцевому підсумку рухаючись у напрямку соціалізму суспільство поступово усвідомлює, що «доходи і становище в суспільстві кожної людини визначає державний репресивний апарат, а втримати й покращити своє становище можна, лише будучи членом організованої групи, здатної впливати на державну машину або контролювати її у власних інтересах». 
«Теорія і тактика соціалістів, навіть там, де вони не опинилися під владою марксистських догм, скрізь ґрунтувалися на тому, що суспільство ділиться на два класи, інтереси яких зосереджені в одній царині, але антагоністичні: клас капіталістів і клас промислових робітників». «Інструмент, який старі соціалістичні партії успішно використовували, щоб забезпечити собі підтримку однієї професійної групи, — покращення їхнього економічного становища стосовно інших — неможливо застосувати тоді, коли потрібна підтримка всіх груп. Саме тому виникають конкурентні соціалістичні рухи, які закликають до підтримки тих, чиє відносне становище погіршилося»(С.104).

### Розділ 9. Безпека і свобода
Гаєк порівнює два види безпеки  «..обмежену, яка доступна для всіх, а отже, є не привілеєм, а законною вимогою людини, та абсолютну безпеку, яку у вільному суспільстві всім надати неможливо, і вона також не може бути привілеєм, за винятком особливих випадків (як, наприклад, гарантії суддям, для яких особливе значення має абсолютна незалежність)». Їх об’єднує фактор захищеності певного рівня життя чи статусу та гарантований «певний мінімум засобів існування для всіх».

Гаєк вважає, що сучасне суспільство здатне забезпечити безпеку першого виду не ризикуючи свободами. Також він піднімає дуже важливе питання «…чи повинні ті, хто перебуває на утриманні спільноти, користуватися такими самими свободами, як і решта членів суспільства»  тому що нехтування цими питаннями може спричинити небезпечні політичні проблеми. Надзвичайно важливим питанням є проблема “ боротьби з наслідками нестабільності економічної активності і періодичними хвилями масштабного безробіття», але державницькі підходи до вирішення цих проблемних питань можуть призвести до серйозних обмежень конкуренції та «більшої залежності всієї економічної діяльності від напрямку та обсягу державних витрат».
«У будь-якому випадку найнеобхідніші зусилля з метою захисту від економічних спадів не передбачають такого планування, яке становить очевидну загрозу нашій свободі» (С. 109).
Гаєк доводить, що «планування з метою забезпечення захищеності, яке створює загрозу для свободи… спрямоване на захист окремих осіб чи груп населення від падіння їхніх доходів, нехай і зовсім незаслужених»  
Вимога захищеності такого роду — це, по суті, інша форма вимоги справедливої винагороди, співмірної із суб’єктивними заслугами людини, а не з об’єктивними результатами її праці. Але таке трактування безпеки чи справедливості несумісне з вільним вибором людиною своєї професії. (С.109)
В цьому розділі розглядаються питання як взаємопов’язані вибір, економічна свобода з питаннями суспільної користі, майстерності, рівня доходів.  Гаєк приходить до висновку, що «…забезпечити всіх стабільним доходом не вдасться, якщо ми хочемо зберегти бодай якусь свободу вибору людиною своїх занять. …гарантувати всім стабільні доходи можна лише за умови повної ліквідації свободи у виборі своєї професії»  (с.110).
«Проблему адекватного стимулювання людей, яка тут виникає, часто обговорюють так, ніби йдеться насамперед про готовність людей досягати найкращих результатів. Щоб зрозуміти, чи повинна людина внаслідок певних змін залишити свою роботу і звичне їй середовище та замінити їх на щось інше, необхідно, щоб відносна значущість кожної професії для суспільства була виражена у відповідній винагороді»(с.111).
Гаєк детально аналізує питання мотивації, стимулювання та планування роблячи висновок про фундаментальний  конфлікт між двома системами суспільної організації, які по суті є несумісними - комерційний та воєнізований типи суспільства. 
«Військовий тип організації, як ми знаємо, не дає змоги адекватно уявити, яким може бути суспільство, повністю організоване за армійським принципом. Коли лише частина суспільства функціонує за армійським зразком, несвобода членів військової організації пом’якшується тим, що поруч існує сфера вільного життя, куди можна перебратися, коли обмеження стають нестерпними. Щоб уявити суспільство, влаштоване як велика фабрика — відповідно до ідеалів, які приваблювали стількох соціалістів, — потрібно згадати античну Спарту або сучасну Німеччину, яка, рухаючись цим шляхом останні два чи три покоління, майже наблизилася до такого стану»(С.113).
Зважаючи на те, що європейське суспільство звикло до свободи, навряд чи багато хто погодиться заплатити свободою за безпеку. При цьому Гаєк акцентує увагу на тому, що максимально знецінюється фактор різноманітних можливостей, що є базовим фактором безпеки в умовах конкуренції.
«У межах ринкової економіки гарантувати окремим групам більшу безпеку можна тільки завдяки такому різновиду планування, як рестрикціонізм, який є складовою частиною майже всієї сучасної практики планування»(С.114). 
В рамках такого планового рестрикціонізму відбувається обмеження обсягів виробництва, скорочується поле можливостей. Гаєк доводить, що такі планові регулювання конкуренції задля забезпечення безпеки певних виробників, призводить до зростання безробіття серед незахищеної частини населення.
«Будь-яке обмеження свободи доступу до окремих ринків знижує рівень безпеки тих, хто залишається поза ними»(С.114).
«Отже, що більше ми намагаємося гарантувати повну економічну безпеку, втручаючись у ринкову економіку, то меншою стає реальна захищеність людей і, що значно гірше, зростає контраст між рівнем безпеки тих, хто отримав її як привілей, і зростанням невпевненості тих, хто цих привілеїв позбавлений» (С.115).

«Збільшення кількості привілейованих та поглиблення розриву в безпеці між ними і рештою суспільства поступово породжують принципово нові соціальні цінності. Тепер уже не незалежність, а рівень економічної безпеки зумовлює статус і становище людини в суспільстві» (С.115). 
В результаті зусилля для досягнення «безпеки через рестрикції, або обмежувальні заходи, ініційовані чи підтримані державою», призвели до трансформації суспільства. Соціалістичні ідеї сформували свідому зневагу до всієї діяльності, пов’язаної з економічним ризиком, та моральним засудженням прибутків, які виправдовують ризик, але доступні лише небагатьом.
«Не підлягає сумнівам, що забезпечення належної захищеності на випадок суворих випробувань та запобігання ситуаціям, коли люди невдало спрямовують свої зусилля і, відповідно, зазнають розчарування, мають стати одними з найголовніших завдань уряду. Але щоб ці заходи були успішними і не руйнували свободи індивіда, будь-які гарантії безпеки потрібно надавати без втручання в ринкову систему і не заважати функціонуванню системи конкуренції» (С.117).

«Дуже важливо, щоб ми знову навчилися відверто визнавати той факт, що за свободу необхідно платити, і кожен з нас має бути готовий на відчутні матеріальні втрати заради збереження свободи» (С.117).

### Розділ 10. Чому до влади приходять найгірші
Гаєк зосереджує увагу на твердженні «що своїми найогиднішими рисами тоталітарні режими зобов’язані історичній випадковості, через яку їх щоразу встановлювала купка бандитів і шахраїв». Тобто формується думка, що якщо тоталітарна система необхідна, то нею просто повинні керувати порядні люди. і не має нічого погано в тому, щоб підтримати «диктатуру хороших людей».
«Нам пояснюють, що тоталітаризм — це потужна система, яка може діяти заради добра або зла, а мета її застосування вповні залежить від волі диктатора. А ті, хто думають, що боятися треба не системи, а того, що вона опиниться в руках поганих людей, можуть навіть спробувати запобігти цій загрозі, переконавшись, що коли настане час, її започаткують люди доброї волі»  (с. 118).
Гаєк розмірковує, що можливо британський «фашизм» відрізнявся від «німецького» чи «італійського», саме завдяки більш позитивним лідера.
«Існують усі підстави вважати, що найгірші риси сучасних тоталітарних систем зовсім не випадкові і що рано чи пізно тоталітаризм обов’язково їх проявить. Так само, як державний діяч, який в умовах демократії вдається до планування економіки, невдовзі буде змушений вибрати між переходом до диктатури та відмовою від подібних планів, так і тоталітарний диктатор незабаром обиратиме між відмовою від моральних принципів і повним політичним провалом» (С.119).
Аналізуються «моральні засади колективізму» і усталене розумінні, що прагнення до колективізму випливає з високої моральної мотивації, але не має «підстав вважати, що будь-яка система обов’язково має сприяти посиленню тих настанов, які служать цілям, для яких її створили. Панівні моральні принципи частково залежатимуть від якостей, які вестимуть людину до успіху в колективістському чи тоталітарному суспільстві, а частково — від вимог апарату тоталітарної влади». В момент, коли люди розчаровуються в неефективності парламентською більшості вони шукають «сильного» лідера. А в результаті на «арену виходить партія нового типу, створена за зразком військової організації».

Гаєк робить висновок, соціалістичні партії привчили людей до такого устрою, що максимально охоплює приватне життя її членів.
«Можливість встановлення тоталітарного режиму по всій країні залежить від здатності лідера оточити себе людьми, добровільно готовими підкоритися тоталітарній дисципліні, яку вони потім силою поширять на всіх інших». (С.120)
Соціалістичні партії поставили собі мету, «яку могли здійснити лише жорстокі люди, готові порушити всі загальноприйняті норми моралі». В кінцевому підсумку соціалістичні партії «щиро відмовлялися застосовувати методи, до яких самі вказували шлях». 
«Вони все ще сподівалися на диво, коли парламентська більшість узгодить план організації всього суспільства. Решта вже зрозуміла, що в плановому суспільстві питання не в тому, з чим погоджується більшість людей, а в наявності однієї групи, члени якої досягли достатньої єдності, щоб зрушити всі справи в певному напрямку. А в разі відсутності такої групи, достатньо великої, щоб нав’язати свої погляди, важливим є те, хто і як може її створити» (С.121). 
При цьому Гаєк виділяє три основні причини, які доводять, що в результаті цю групу з «однорідними поглядами, найімовірніше, створять не кращі, а, навпаки, гірші представники суспільства». Перша причина - люди з вищим інтелектуальним рівнем зазвичай мають різноманітні погляди і смаки і тому не готові підтримувати єдину систему цінностей. Друга причина - простіше залучати  людей легковірних та слухняних, які не мають жодних власних переконань і «готові прийняти будь-яку готову систему цінностей, яку лише потрібно вбити їм у голову, часто й гучно повторюючи те саме». І третій, найважливіший принцип негативного відбору.
«Людині за її природою простіше дійти згоди з іншими на підставі негативної програми — ненависті до спільного ворога, заздрості до тих, хто кращий за нас, — ніж для реалізації якогось позитивного завдання» (С.122).
Гаєк намагається пояснити причини через які колективіські політики поступово трансформуються в політики націоналістичні.
«Одна з внутрішніх суперечностей колективістської філософії полягає в тому, що остання знаходить практичне застосування тільки у відносно обмежених групах, оскільки ґрунтується на гуманістичній моралі, яка розроблена в межах індивідуалізму» (С.123).
В результаті поки соціалізм залишається теорією, «він інтернаціональний», але коли він починає застосовуватися, то «стає насильницько-націоналістичним». Гаєк доводить, що «ліберальний соціалізм», як його уявляє більшість людей на Заході, — «це суто теоретична розробка, тоді як будь-де на практиці соціалізм завжди тоталітарний».

В тому випадку коли «спільнота» чи держава стоять вище за індивідуума, тоді частиною спільноти можуть вважатися «тільки ті, чиї цілі збігаються із суспільними». Відповідно людину можна поважати тільки як члена групи, тобто «лише тоді і настільки, коли і наскільки вона сприяє втіленню визнаних спільних цілей, коли її людська гідність визначається цим членством, а не просто належністю до людей». І колективістську спільноту можна розширювати тільки до тих пір, поки існує єдність цілей. Крім того, прагнення  індивіда до групової ідентифікації дуже часто стає результатом «відчуття власної неповноцінності, і тому його бажання буде задоволене, тільки якщо членство в групі гарантуватиме йому відчуття більшої значущості порівняно з тими, хто залишився поза групою».
«Відверто вороже ставлення більшості прихильників планування до інтернаціоналізму пояснюється, зокрема, тим, що в сучасному світі всі зовнішні контакти групи — це перешкода для ефективного планування в різних сферах. Отож зовсім не випадково, що редактор одного з найповніших колективних досліджень з проблем планування відкрив для себе із сумом, що «більшість ентузіастів планування — це войовничі націоналісти» (С.124)
Гаєк вказує, що пристрасть соціалістичних прихильників планування до націоналізму й імперіалізму трапляється значно частіше, ніж багатьом здається, наводячи при цьому цитати різних мислителів. Що підтверджує факт «звеличення влади, яке веде від соціалізму до націоналізму і глибоко позначається на етичних поглядах усіх колективістів». Зокрема він цитує Рассела
«власне бажання організувати життя суспільства за єдиним планом значною мірою виростає з прагнення до влади»

«Щоб зменшити абсолютний розмір влади, її необхідно розділити й децентралізувати. Конкурентна економіка — це єдина система, створена, щоб через децентралізацію мінімізувати владу однієї людини над іншою»  (с.127).
Будь-яка колективістська система потребує погодження цілей і надання виключних повноважень обмеженій групі для їх досягнення. На основі цього з часом народжуються «специфічні моральні норми» і через це «колективістська мораль така відмінна від моралі, яку знаємо ми, що сформулювати її принципи майже неможливо». Гаєк акцентує увагу на основному принципі відмінноств
«Принцип, згідно з яким мета виправдовує засоби, в етиці індивідуалізму вважають відмовою від моралі взагалі. Натомість в етиці колективізму він неминуче стає головним моральним правилом» (С.128).

«Там, де існує єдина спільна вища мета, не залишається місця для жодних загальних етичних норм і правил»  (С.130). 
Гаєк пише, що такі ситуації є найбільш кристалізовані саме під час війни, коли все суспільство служить досягненню спільних цілей. Аналізуючи події, що відбувалися в Німеччині часів нацизму, Гаєк приходить до висновку.
«Якщо більшість гідних, за нашими критеріями, людей не претендуватиме на керівні посади в тоталітарній машині, і їх багато чого стримуватиме, то для людей жорстоких і нерозбірливих відкриються неабиякі можливості. Буде багато брудної роботи, щодо характеру якої не буде сумнівів, але яку необхідно буде виконати в ім’я вищих цілей і яка потребуватиме якісного й ефективного виконання, як і будь-яка інша»  (С. 131).

### Розділ 11. Кінець правди
Гаєк доводить, що для ефективного функціонування тоталітарної системи необхідно не тільки змусити людей працювати на спільні цілі, а переконати їх що ці цілі є їх власними. Це повинно стати їх внутрішніми переконаннями. Звичайно для цього застосовують пропаганду в різних її проявах. Зрозуміло, що прапаганду використовують не лише тоталітарні режими, але «властиве для тоталітаризму використання будь-якої пропаганди для досягнення єдиної мети суттєво змінює її природу і наслідки застосування». Всі інструменти пропаганди діють як єдиний механізм. 
«У результаті ефект від пропаганди в тоталітарних країнах відрізняється від пропаганди, яку ведуть в інтересах різних суб’єктів незалежні агентства в умовах конкуренції, не тільки масштабом впливу, а й за своєю суттю. Коли всі джерела інформації перебувають під єдиним контролем, ідеться вже не просто про здатність переконати людей у чомусь. Досвідчений пропагандист здатен на свій розсуд формувати свідомість людей, і навіть найрозумніші й найбільш незалежні з них не можуть повністю уникнути цього впливу, якщо їх надовго відрізати від інших джерел інформації»  (С.134).
В тоталітарних державах пропаганда дає унікальну владу над свідомістю людей, тому що вона вражає розмахом і має надзвичайно глибокі і руйнівні наслідки для свідомості людей. 
«Вони нищать усі моральні принципи, бо підривають одну з фундаментальних засад будь-якої моралі — відчуття правди й повагу до неї»  (с.134). 
І кінцева мета цієї всеохоплюючої пропаганди в тоталітарних суспільствах полягає в тому,  «щоб люди дійшли згоди не лише щодо кінцевих цілей, а й щодо поглядів на конкретні обставини й можливість ужити конкретних заходів задля реалізації поставлених завдань».

Як вже було зазначено Гаєком в попередніх розділах не існує «вичерпного морального кодексу» у вільному суспільстві, але створити його можливо. Але навряд чи подібний проект зможуть реалізувати органи планування. Ця система цінностей буде формуватися поступово на підставі вже конкретних рішень, через проявлені конфлікти між різними потребами.
«Ми вже переконалися, що неможливість відділити загальне питання цінностей від конкретних рішень не дозволить демократичному уряду, який не має змоги визначати технічні питання плану, обумовлювати загальні цінності, якими це планування керується» (С. 135).
Якщо цією справою займатимуться органи планування, то вони не просто «постійно шукатимуть рішення у справах, щодо яких не існує конкретних моральних правил; їм доведеться виправдовувати ці свої рішення або щонайменше переконувати людей у їхній правильності». В результаті намагання виправдати, пов’язати упереджену думку, щоб запропонувати певний керівний принцип призведе до панування доктрини, що виправдовуватиме дії влади.
 «Необхідність створення таких офіційних доктрин, як інструментів впливу на зусилля людей, передбачало багато теоретиків тоталітаризму. «Шляхетна брехня» Платона, як і «міфи» Жоржа Сореля, покликані служити тим самим цілям, що й расова доктрина нацистів або теорія корпоративної держави Муссоліні. Усі вони неодмінно ґрунтуються на певних поглядах на реальність, які згодом переросли в теорії, що мали виправдати чиюсь упереджену думку» (С. 136).

 «Найефективніший спосіб змусити людей прийняти значущість цінностей, яким вони повинні служити, — переконати їх у тому, що це саме ті цінності (або щонайменше найкращі з них), яких вони дотримувалися завжди, але раніше неправильно їх розуміли»  (с. 136).
Гаєк доводить, що при формування тоталітарного суспільства формується ідеологія, яка нібито базується на старих цінностях, але з новим значенням. Знайомі всім слова та терміни набувають нового семантичного значення. Крім того, процес підміни значень слів є  постійним процесом, що задіяний у керуванні людьми

В кінцевому підсумку це досить швидко позбавляє більшість людей здатності незалежно мислити.Але ще необхідно змусити мовчати меншість, яка зберігає здатність до критики. 
«Щоб люди, не вагаючись, підтримували спільну справу, вони мають бути переконані в тому, що не лише цілі, а й відповідні засоби обрано правильно. Тому офіційна доктрина, у яку необхідно змусити повірити всіх, охоплюватиме всі погляди на факти, які лягли в основу плану. Відкрита критика чи навіть висловлювання сумнівів мають бути придушені, тому що призводять до послаблення загальної підтримки»  (С.138).
 Відповідно всі факти та теорії повинні стати «не меншим об’єктом уваги офіційної доктрини, ніж погляди на моральні цінності». І система поширення знань в такому суспільстві використовуватиметься виключно для поширення тих поглядів, що «посилюватимуть віру в справедливість рішень уряду». Замовчується та приховується будь яка інформація, що може вплинути на лояльність суспільства. Також це стосується і галузей науки, таких як історія, правознавство чи економіка, «в умовах тоталітаризму незалежні дослідження заборонені, а єдиним завданням стає виправдання офіційних поглядів». В усіх тоталітарних країнах саме ці науки стали найпродуктивнішими «фабриками» офіційних міфів, які влада використовує, щоб керувати свідомістю і діями своїх підлеглих. 

## Вплив
Книга «Шлях до рабства» справила величезний вплив багатьох відомих осіб. Зокрема, відомий її сильний вплив на погляди Маргарет Тетчер під час її навчання в університеті, вплив на світогляд американського бізнесмена і громадського діяча Гарольда Лухноу. Кілька відгуків про книгу "Шлях до рабства"
Найпотужніша критика соціалістичного планування та соціалістичної держави.
Маргарет Тетчер, прем'єр-міністр Великобританії (1979—1990)
Ставлячи все життя під контроль держави, соціалізм обов’язково дає владу внутрішньому кільцю бюрократів, які майже в кожному випадку будуть людьми, які хочуть влади заради неї самої і не будуть триматися ні перед чим, щоб утримати її. 
Джордж Орвелл, англійський письменник, журналіст, есеїст, літературний критик.
Ця книга стала справжньою класикою: обов’язкове читання для всіх, хто серйозно цікавиться політикою в найширшому та найменш упередженому сенсі. 
Мілтон Фрідман американський економіст, лауреат Нобелівської премії з економіки

## Цитати
«Ми не можемо сьогодні засуджувати молодих людей, що віддають перевагу твердій зарплаті ризику підприємництва, бо протягом усього свого свідомого життя вони чують, що такий стан є й більш надійним, й більш моральним. Нинішнє покоління виросло за таких обставин, коли школа і преса робили все, щоб дискредитувати дух вільної конкуренції і уявити підприємництво як заняття аморальне, коли людину, яка найняла на роботу сотню інших людей, називали не інакше як експлуататором, а людину, яка командує такою ж кількістю підлеглих,— героєм».

## Видання
- The Road to Serfdom, 50th anniversary edition, University of Chicago Press, 1994 ISBN 0-226-32061-8
- The Road to Serfdom, 2001 edition in Routledge Classics, ISBN 0-415-25389-6
- The Road to Serfdom: Text and Documents— The Definitive Edition, University of Chicago Press, 2007, ISBN 0-226-32054-5, ISBN 0-226-32055-3

## Переклади українською
- Фрідріх А. Гаєк. Скорочена версія для журналу «Читацький оглядач» книги «Шлях до кріпацтва», Переклад з англійської: ГО «Ціна держави». Київ: ГО «Ціна держави», 2016. 66 стор. (завантажити [Архівовано 9 грудня 2016 у Wayback Machine.])[17]
- Фрідріх фон Гаєк. Шлях до рабства в малюнках. Переклад і упорядкування: Валентина Галунько. Херсон: видавець Грінь Д. С.; Київ: Науково-дослідний інститут публічного права, 2017. 32 стор. (завантажити [Архівовано 6 березня 2017 у Wayback Machine.])[18]
- Гаєк, Фрідріх. Шлях до рабства / пер. з англ. Сергій Рачинський. — К. : Наш Формат, 2022. — 208 с. (ISBN  	978-617-7863-88-4)

## Зауваги
1. ↑  Принцип, згідно з яким мета виправдовує засоби, в індивідуалістичній етиці розглядається як заперечення будь-якої моралі. У колективістській етиці це обов'язково стає вищим правилом.